# Katrineholms tingsrätt
Katrineholms tingsrätt var en tingsrätt i Sverige som hade sitt kansli i Katrineholm. Tingsrättens domsaga omfattade kommunerna Flen, Katrineholm och Vingåker. Tingsrätten och dess domsaga ingick i domkretsen för Svea hovrätt.
Tingsrätten och dess domsaga uppgick 2009 i Nyköpings tingsrätt och domsaga.

## Administrativ historik
Vid tingsrättsreformen 1971 bildades denna tingsrätt i Katrineholm av häradsrätten för Oppunda och Villåttinge tingslag. Domkretsen bildades av tingslaget. 1971 omfattade domsagan Katrineholms, Flens och Vingåkers kommuner.   Till 30 juni 2000 användes förutom Katrineholm, Malmköping som tingsställe.
27 april 2009 upplöstes Katrineholms tingsrätt och domsaga och uppgick i Nyköpings tingsrätt och domsaga.

## Lagmän
- 1971-1974: Torsten Ahlgren
- 1974-1989: Carl-Edvard Sturkell
- 1989-1999: Carl Behrman
- 1999-2009: Rolf Holmgren

## Byggnadens historik

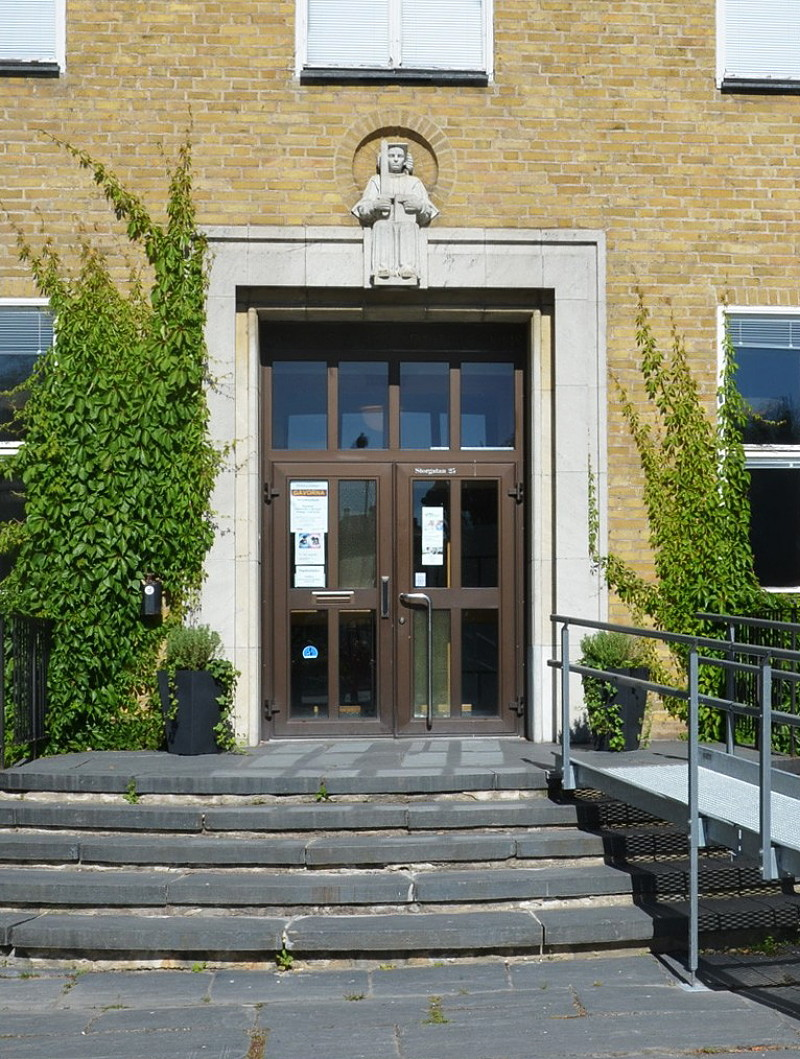
Entrén 2015.

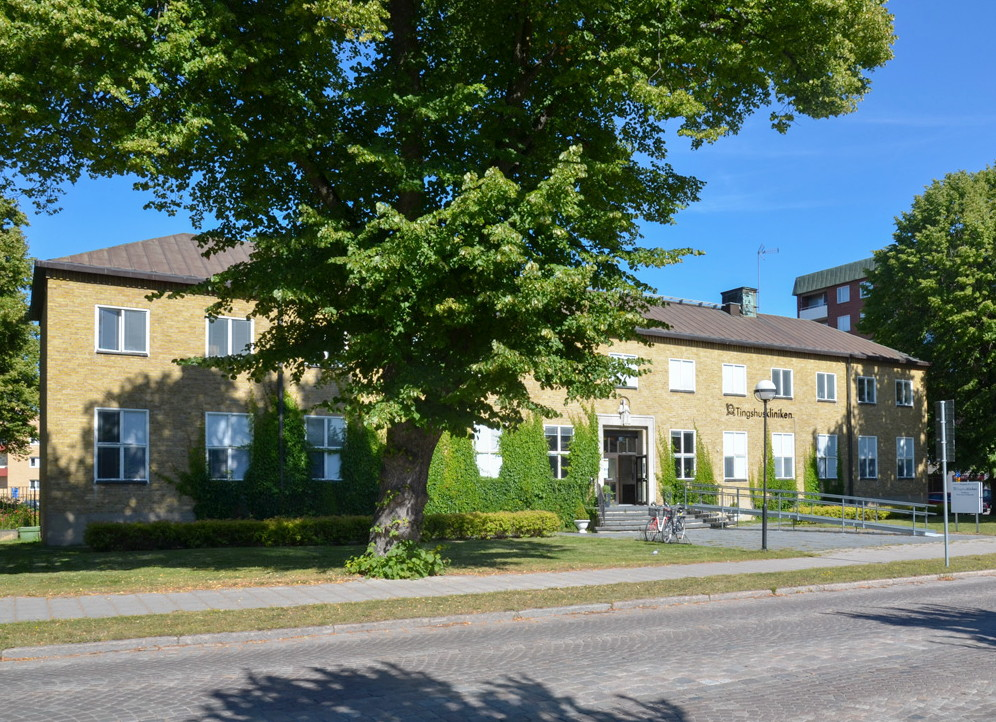
Gamla tingshuset [datum osäkert

Byggnaden i kvarteret Alen på Storgatan 25 i Katrineholm, uppfördes 1938-1939 för Oppunda tingslag efter ritningar av arkitekt Gustaf Clason. Huset ersatte då det äldre tingshuset som låg närmre gatan, vilket kunde användas under hela byggnadstiden. Tingsrättsbyggnaden är uppfört i två våningar med fasader av gult tegel under ett valmat plåttäckt sadeltak. Vid takfoten löper en tandsnittfris. Entrén är centralt placerad mot Storgatan och markeras av en halvcirkelformad trappa. Porten ligger något indragen i fasaden och omges av en kantig portal av ljus natursten. Mitt i portalens överstycke har infogats en skulptur föreställande fru Justitia med ett svärd i ena handen och en bok i den andra. Bakom hennes huvud och överkropp är fasaden murad som en cirkel, vilket ger intryck av att hon omges av en gloria. Ovan entrédörren finns texten "Oppunda härads tingshus".
Det gula fasadteglet följer med in i tingshusets entréhall, som har golv av naturstensplattor och väggar klädda med stående gult tegel. Den stora tingssalen har dubbel takhöjd och skjuter ut i en markerad byggnadskropp mot baksidan. Byggnadskroppen består av en central del i samma höjd som övriga tingshuset samt två lägre delar i en våning utmed tingssalens långsidor. Taket och delar av väggarna är sedan en ombyggnad 1976-1977 klädda med akustikplattor, eftersom man hade problem med akustiken vid förhandlingarna. I taket är det tvärgående bjälklaget synligt.
Möbleringen från byggåret finns kvar med fasta åhörarbänkar och ett svängt bord, med täckt framsida av träpanel, för rätten. Framför rätten finns de gamla platserna för skrivare, som även de avskiljs av ett svängt skrank i samma stil som domarbordets framsida. Rätten och skrivarna sitter på ett podium. Mitt framför rättens ordförande står en pulpet för vittnet och bakom denna ett litet skrank mot åhörarbänkarna. På var sida om vittnets plats finns lösa bord för parterna. Borden går att höja till pläderingspulpeter. Svarandens bord har kompletterats med ytterligare ett bord i avvikande stil. Ytterligare en tingssal finns, dock med lös inredning.
Tingshuset hade ursprungligen arbetsutrymmen i nedre våningen och bostäder i den övre våningen. Under 1960-talet blev det aktuellt att disponera den delen av övervåningen för kansliändamål. Ombyggnaden skedde 1976-1977. Byggnaden är särskilt värdefull ur historisk, kulturhistorisk, miljömässig eller konstnärlig synpunkt och får inte förvanskas. Idag (2020) är huset i privat ägo med bland annat tandläkarmottagningen Tingshuskliniken i byggnaden.